# エリサ (企業)

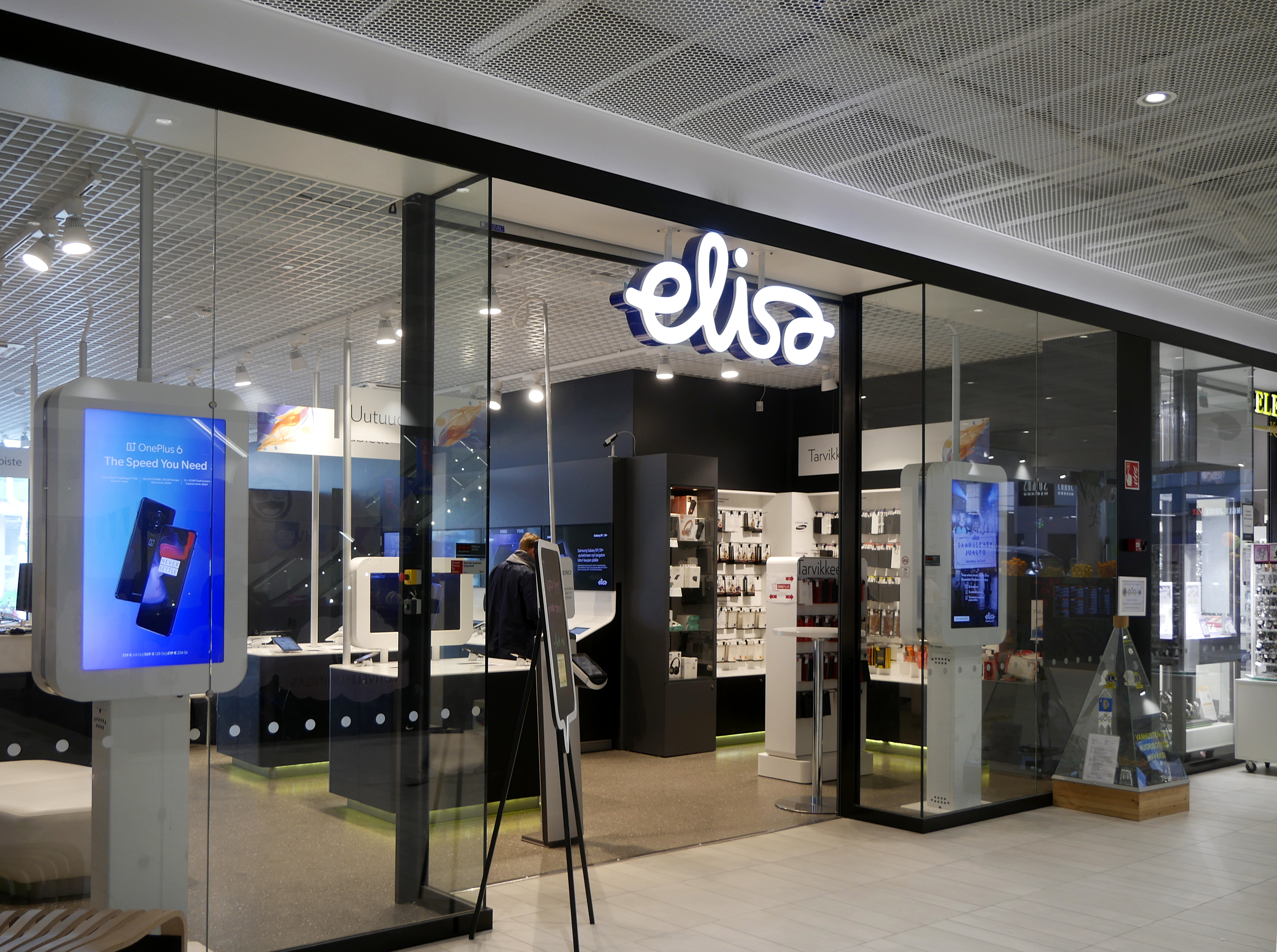
オウル市内のエリサ携帯ショップ

エリサ (芬: Elisa Oyj、英: Elisa Corporation) は、フィンランド・ヘルシンキに本拠を置く電気通信事業者。モバイル通信および大容量インターネット通信事業に経営資源を集中させており、エストニアでもサービスを提供している。ナスダック・ヘルシンキ上場企業（Nasdaq Nordic ELISA）。

## 沿革
1882年に電気工学の専門家であるダニエル・ヨハネス・ワデン（Daniel Johannes Wadén）が中心となりヘルシンキに設立したHelsingin puhelinyhdistyksen（HPY、ヘルシンキ電話協会）がルーツとなる。当初は中小の電話会社の集合体であったが1920年代以降徐々に合同が進んだ。1985年にHelsingin Puhelin（ヘルシンキ電話）となったのち、1994年の国営通信会社のSuomen Lennätinlaitosの民営化（同社はソネラに社名変更後、2003年にスウェーデンのテリアと合併）に伴い競争の激化が見込まれると、協会は同年Helsingin Puhelin Oyとして法人化され、1997年に株式上場企業となった。
1998年に携帯電話事業者のRadiolinjastaを買収、2000年1月にElisa Communications Oyjに社名を変更した（Elisaの名称は1985年に導入した電子メールシステムElektroninen Integroitu Sanomanvälitysjärjestelmäの頭文字から採用）。2003年に現社名に改名した。以降、法人向けにはElisa、個人向けにはSaunalahtiのブランド名でサービスを提供していたが、2014年にElisaに統一した。
2016年12月、エストニアのインターネット・サービス・プロバイダであるAS Starmanを買収した。2018年から第5世代移動通信システムの導入を開始、以降フィンランドおよびエストニア各都市での普及が進められている。